# Bash at the Beach 1999
Bash at the Beach 1999 fu un evento in pay per view della federazione di wrestling statunitense WCW; si svolse l'11 luglio 1999 presso il National Car Rental Center di Fort Lauderdale, Florida, Stati Uniti

## Descrizione
Il main event di questa edizione fu il tag team match con in palio il WCW World Heavyweight Championship, dove chi avesse effettuato lo schienamento vincente si sarebbe aggiudicato il titolo. Il match vedeva confrontarsi il campione in carica Kevin Nash e Sting contro Randy Savage e Sid Vicious. Savage schienò Nash vincendo la cintura. Altri match dell'evento furono Roddy Piper contro Buff Bagwell in un incontro di pugilato, The No Limit Soldiers (Konnan, Rey Misterio Jr., Swoll, e B.A.) contro The West Texas Rednecks (Curt Hennig, Bobby Duncum Jr., Barry Windham, e Kendall Windham) in un tag team elimination match e un Junkyard Invitational match, svoltosi in una discarica dove a prevalere fu Fit Finlay, che riuscì a fuggire dalla discarica aggiudicandosi così il trofeo Hardcore Junkyard Invitational.

## Risultati
| N.         | Match | Stipulazione                                                   | Durata |
| ---------- | --- | -------------------------------------------------------------- | ------ |
| Dark match | CJ Afi & Jeremy Lopez sconfiggono Jamie Howard & Jet Jaguar | Tag team match                                                 | n.d.   |
| 1          | Ernest Miller (con Sonny Onoo) sconfigge Disco Inferno | Single match                                                   | 08:07  |
| 2          | Rick Steiner sconfigge Van Hammer | Single match per il WCW World Television Championship          | 03:05  |
| 3          | David Flair (con Ric Flair, Samantha, Double D, & Arn Anderson) sconfigge Dean Malenko (David schiena Malenko dopo che Ric colpì Malenko con la cintura di campione US) | Single match per il WCW United States Heavyweight Championship | 03:05  |
| 4          | I No Limit Soldiers (Konnan, Rey Mysterio Jr., Swoll, & Brad Armstrong) sconfiggono i West Texas Rednecks (Curt Hennig, Bobby Duncum Jr., Barry Windham, & Kendall Windham) | Elimination Match                                              | 15:35  |
| 5          | Fit Finlay sconfigge Ciclope, Jerry Flynn, Johnny Grunge, Hak, Horace Hogan, Brian Knobbs, Hugh Morrus, La Parka, Lord Steven Regal, Rocco Rock, Silver King, Squire David Taylor, & Mikey Whipwreck                                                                                     | Junkyard Invitational Match                                    | 13:51  |
| 6          | I Jersey Triad (Diamond Dallas Page, Chris Kanyon, & Bam Bam Bigelow) sconfiggono Perry Saturn & Chris Benoit | Tag team match per il WCW World Tag Team Championship          | 23:16  |
| 7          | Buff Bagwell (con Judy Bagwell) sconfigge Roddy Piper (con Ric Flair) (con arbitro speciale Mills Lane) in un match di pugilato (3º round 0:36) | Single boxe match                                              | 06:36  |
| 8          | Randy Savage & Sid Vicious (con Madusa, Miss Madness, & Gorgeous George) sconfiggono Kevin Nash & Sting (La particolare stipulazione del match prevedeva che chiunque avesse effettuato lo schienamento vincente avrebbe conquistato il titolo; Savage schienò Nash vincendo la cintura) | Tag team match per il WCW World Heavyweight Championship       | 13:20  |

Altre personalità presenti
| Ruolo          | Nome:                |
| -------------- | -------------------- |
| Commentatori   | Bobby Heenan         |
| Commentatori   | Tony Schiavone       |
| Arbitri        | Mickie Henson        |
| Arbitri        | Charles Robinson     |
| Intervistatori | "Mean" Gene Okerlund |
| Intervistatori | Mike Tenay           |
| Annunciatori   | David Penzer         |

## Accoglienza
Nel 2015, a posteriori Kevin Pantoja di 411Mania diede all'evento un voto di 2.0 [molto male], scrivendo: "Altro brutto show della WCW ed erano particolarmente pessimi in quel periodo. L'unico match che vale veramente qualcosa è quello per il titolo di coppia. L'unica altra cosa decente dell'intero evento è l'inizio ed era basato più sull'intrattenimento che sul wrestling. Ho dovuto sorbirmi Swol, Piper in topless, Rick Steiner vs. Van Hammer, US Champ David Flair e un dannato Junkyard match. Se riuscissi a trovare un buon Pay-Per-View WCW negli ultimi loro due anni di vita, rimarrei scioccato."